# Кара Блек
Кара Блек (англ. Cara Black, 17 лютого 1979) — зімбабвійська тенісистка, відома перед усім виступами в парному розряді та міксті. У міксті Блек вигравала усі турніри Великого шолома, Вімблдон двічі, у парному розряді вона була чемпіонкою трьох турнірів, Вімблдону тричі, двічі була чемпіонкою WTA.
Перших своїх великих успіхів у міксті Кара досягла зі своїм братом Вейном Блеком. Ще один її брат, Байрон Блек теж професійний тенісист. Пізніше Кара утворила успішний дует із індійцем Леандером Паесом.
У парному розряді Блек грала із Оленою Лиховцевою, добравшись до фіналу Відкритого чемпіонату США 2000 року. Потім її партнеркою була австралійка Ренне Стаббс, але найбільших успіхів Блек добилася із південно-африканкою, пізніше американкою, Лізель Губер.

## Фінали турнірів Великого шолома

### Пари: 9 (5–4)
| Турнір   | Рік  | Турнір          | Поверхня | Партнерка       | Супротивниці                         | Рахунок            |
| Поразка  | 2000 | US Open         | Хард     | Олена Лиховцева | Жулі Алар-Декюжі Суґіяма Ай          | 0–6, 6–1, 1–6      |
| Перемога | 2004 | Wimbledon       | Трава    | Ренне Стаббс    | Лізель Губер Аї Сугіяма              | 6–3, 7–6(7–5)      |
| Поразка  | 2005 | French Open     | Ґрунт    | Лізель Губер    | Вірхінія Руано Паскуаль Паола Суарес | 6–4, 3–6, 3–6      |
| Перемога | 2005 | Wimbledon       | Трава    | Лізель Губер    | Світлана Кузнецова Амелі Моресмо     | 6–2, 6–1           |
| Перемога | 2007 | Australian Open | Хард     | Лізель Губер    | Чань Юнцзань Чуан Чіацзюн            | 6–4, 6–7(4–7), 6–1 |
| Перемога | 2007 | Wimbledon       | Трава    | Лізель Губер    | Катарина Среботнік Аї Сугіяма        | 3–6, 6–3, 6–2      |
| Перемога | 2008 | US Open         | Хард     | Лізель Губер    | Ліза Реймонд Саманта Стосур          | 6–3, 7–6(10–8)     |
| Поразка  | 2009 | US Open         | Хард     | Лізель Губер    | Серена Вільямс Вінус Вільямс         | 2–6, 2–6           |
| Поразка  | 2010 | Australian Open | Хард     | Лізель Губер    | Серена Вільямс Вінус Вільямс         | 4–6, 3–6           |

### Змішані пари: 8 (5–3)
| Турнір   | Рік  | Турнір          | Поверхня | Партнер      | Супротивники                         | Рахунок             |
| Перемога | 2002 | French Open     | Ґрунт    | Вейн Блек    | Олена Бовіна Марк Ноулз              | 6–3, 6–3            |
| Поразка  | 2004 | French Open     | Ґрунт    | Вейн Блек    | Татьяна Головін Рішар Гаске          | 3–6, 4–6            |
| Перемога | 2004 | Wimbledon       | Трава    | Вейн Блек    | Алісія Молік Тодд Вудбрідж           | 3–6, 7–6(10–8), 6–4 |
| Перемога | 2008 | US Open         | Хард     | Леандер Паес | Лізель Губер Джеймі Маррей           | 7–6(8–6), 6–4       |
| Поразка  | 2009 | Wimbledon       | Трава    | Леандер Паес | Анна-Лена Гренефельд Марк Ноулз      | 5–7, 3–6            |
| Поразка  | 2009 | US Open         | Хард     | Леандер Паес | Карлі Галліксон Тревіс Перротт       | 2–6, 4–6            |
| Перемога | 2010 | Australian Open | Хард     | Леандер Паес | Катерина Макарова Ярослав Левінський | 7–5, 6–3            |
| Перемога | 2010 | Wimbledon       | Трава    | Леандер Паес | Ліза Реймонд Веслі Муді              | 6–4, 7–6(7–5)       |

## Фінали турнірів WTA

### Одиночний розряд: 2 (1 титул, 1 поразка)
| Легенда                              |
| ------------------------------------ |
| WTA 250 (Tier IV / Tier IVb) ( (1–1) |

| Результат | В-П | Дата     | Турнір                | Категорія | Покриття | Опонент      | Рахунок       |
| --------- | --- | -------- | --------------------- | --------- | -------- | ------------ | ------------- |
| Поразка   | 0–1 | Січ 2000 | Окленд, Нова Зеландія | Tier IVb  | Тверде   | Анна Кремер  | 6–4, 6–4      |
| Перемога  | 1–1 | Вер 2002 | Waikoloa, США         | Tier IV   | Тверде   | Ліза Реймонд | 7–6(7–1), 6–4 |

### Парний розряд: 109 (60 титулів, 49 поразок)
| Легенда                                           |
| ------------------------------------------------- |
| Турніри Великого шлему турніри (5–4)              |
| Фінали (3–6)                                      |
| WTA 1000 (Tier I / Premier 5 / Premier M) (17–15) |
| WTA 500 (Tier II / Premier) (23–16)               |
| WTA 250 (12–8)                                    |

| Результат | В-П | Дата     | Турнір                                           | Категорія     | Покриття   | Партнер                 | Опоненти                                          | Рахунок                 |
| --------- | --- | -------- | ------------------------------------------------ | ------------- | ---------- | ----------------------- | ------------------------------------------------- | ----------------------- |
| Поразка   |     | Чер 1999 | Rosmalen Grass Court Championships, Нідерланди   | Tier III      | Трава      | Крісті Богерт           | Ріта Гранде Сільвія Фаріна-Елія                   | 7–5, 7–6(7–2)           |
| Поразка   |     | Лис 1999 | Квебек, Канада                                   | Tier III      | Тверде (i) | Деббі Грем              | Емі Фрейзер Каті Шлукебір                         | 6–2, 6–3                |
| Перемога  |     | Січ 2000 | Окленд, Нова Зеландія                            | Tier IV       | Тверде     | Александра Фусаї        | Барбара Шварц Патріція Вартуш                     | 3–6, 6–3, 6–4           |
| Поразка   |     | Чер 2000 | Бірмінгем, Велика Британія                       | Tier III      | Трава      | Ірина Селютіна          | Ліза Макші Рейчел Макквіллан                      | 6–3, 7–6(7–5)           |
| Поразка   |     | Лип 2000 | Silicon Valley Classic, США                      | Tier II       | Тверде     | Емі Фрейзер             | Чанда Рубін Сандрін Тестю                         | 6–4, 6–4                |
| Поразка   |     | Вер 2000 | Відкритий чемпіонат США з тенісу, США            | Grand Slam    | Тверде     | Олена Лиховцева         | Суґіяма Ай Жулі Алар-Декюжі                       | 6–0, 1–6, 6–1           |
| Перемога  |     | Січ 2001 | Гобарт, Австралія                                | Tier V        | Тверде     | Олена Лиховцева         | Руксандра Драгомір Вірхінія Руано Паскуаль        | 6–4, 6–1                |
| Перемога  |     | Кві 2001 | Гамбург, Німеччина                               | Tier II       | Ґрунт      | Олена Лиховцева         | Квета Пешке Барбара Ріттнер                       | 6–2, 4–6, 6–2           |
| Поразка   |     | Тра 2001 | Берлін, Німеччина                                | Tier I        | Ґрунт      | Олена Лиховцева         | Ельс Калленс Меган Шонессі                        | 6–4, 6–3                |
| Перемога  |     | Тра 2001 | Рим, Італія                                      | Tier I        | Ґрунт      | Олена Лиховцева         | Паола Суарес Патрісія Тарабіні                    | 6–1, 6–1                |
| Перемога  |     | Чер 2001 | Бірмінгем, Велика Британія                       | Tier III      | Трава      | Олена Лиховцева         | Кімберлі По Наталі Тозья                          | 6–1, 6–1                |
| Поразка   |     | Чер 2001 | Істборн, Велика Британія                         | Tier II       | Трава      | Олена Лиховцева         | Ліза Реймонд Ренне Стаббс                         | 6–2, 6–2                |
| Перемога  |     | Лип 2001 | Сан-Дієго, США                                   | Tier II       | Тверде     | Олена Лиховцева         | Мартіна Хінгіс Анна Курникова                     | 6–4, 1–6, 6–4           |
| Перемога  |     | Сер 2001 | Нью-Гейвен, США                                  | Tier II       | Тверде     | Олена Лиховцева         | Єлена Докич Надія Петрова                         | 6–0, 3–6, 6–2           |
| Перемога  |     | Вер 2001 | Tokyo, Японія                                    | Tier II       | Тверде     | Лізель Губер            | Кім Клейстерс Суґіяма Ай                          | 6–1, 6–3                |
| Поразка   |     | Лис 2001 | Мюнхен, Німеччина                                | Фінали        | Килим      | Олена Лиховцева         | Ліза Реймонд Ренне Стаббс                         | 7–5, 3–6, 6–3           |
| Поразка   |     | Бер 2002 | Scottsdale, США                                  | Tier II       | Тверде     | Олена Лиховцева         | Ліза Реймонд Ренне Стаббс                         | 6–3, 5–7, 7–6(7–4)      |
| Перемога  |     | Кві 2002 | Porto Open, Португалія                           | Tier IV       | Ґрунт      | Ірина Селютіна          | Крісті Богерт Магі Серна                          | 7–6(8–6), 6–4           |
| Поразка   |     | Чер 2002 | Істборн, Велика Британія                         | Tier II       | Трава      | Олена Лиховцева         | Ліза Реймонд Ренне Стаббс                         | 6–7(5–7), 7–6(8–6), 6–2 |
| Перемога  |     | Вер 2002 | Commonwealth Bank Tennis Classic, Індонезія      | Tier III      | Тверде     | Вірхінія Руано Паскуаль | Світлана Кузнецова Аранча Санчес Вікаріо          | 6–2, 6–3                |
| Поразка   |     | Лис 2002 | Лос-Анджелес, США                                | Фінали        | Тверде (i) | Олена Лиховцева         | Олена Дементьєва Жанетта Гусарова                 | 4–6, 6–4, 6–3           |
| Поразка   |     | Січ 2003 | Окленд, Нова Зеландія                            | Tier IV       | Тверде     | Олена Лиховцева         | Абігейл Спірс Терін Ешлі                          | 6–2, 2–6, 6–0           |
| Перемога  |     | Січ 2003 | Гобарт, Австралія                                | Tier V        | Тверде     | Олена Лиховцева         | Барбара Шетт Патріція Вартуш                      | 7–5, 7–6(7–1)           |
| Поразка   |     | Лют 2003 | Dubai Tennis Championships, ОАЕ                  | Tier II       | Тверде     | Олена Лиховцева         | Світлана Кузнецова Мартіна Навратілова            | 6–3, 7–6(9–7)           |
| Перемога  |     | Лип 2003 | Silicon Valley Classic, США                      | Tier II       | Тверде     | Ліза Реймонд            | Чо Юн Чон (тенісистка) Франческа Ск'явоне         | 7–6(7–5), 6–1           |
| Поразка   |     | Жов 2003 | Фільдерштадт, Німеччина                          | Tier II       | Тверде (i) | Мартіна Навратілова     | Ліза Реймонд Ренне Стаббс                         | 6–2, 6–4                |
| Поразка   |     | Лис 2003 | Philadelphia, США                                | Tier II       | Тверде (i) | Ренне Стаббс            | Ліза Реймонд Мартіна Навратілова                  | 6–3, 6–4                |
| Перемога  |     | Січ 2004 | Сідней, Австралія                                | Tier II       | Тверде     | Ренне Стаббс            | Дінара Сафіна Меган Шонессі                       | 7–5, 3–6, 6–4           |
| Перемога  |     | Лют 2004 | Токіо, Японія                                    | Tier I        | Килим      | Ренне Стаббс            | Олена Лиховцева Магдалена Малеєва                 | 6–0, 6–1                |
| Перемога  |     | Лют 2004 | Антверпен, Бельгія                               | Tier II       | Килим      | Ельс Калленс            | Міріам Казанова Елені Даніліду                    | 6–2, 6–1                |
| Поразка   |     | Тра 2004 | Відень, Австрія                                  | Tier III      | Ґрунт      | Ренне Стаббс            | Ліза Реймонд Мартіна Навратілова                  | 6–2, 7–5                |
| Перемога  |     | Чер 2004 | Лондон, Велика Британія                          | Grand Slam    | Трава      | Ренне Стаббс            | Лізель Губер Суґіяма Ай                           | 6–3, 7–6(7–5)           |
| Перемога  |     | Лип 2004 | Сан-Дієго, США                                   | Tier I        | Тверде     | Ренне Стаббс            | Вірхінія Руано Паскуаль Паола Суарес              | 4–6, 6–1, 6–4           |
| Перемога  |     | Жов 2004 | Фільдерштадт, Німеччина                          | Tier II       | Тверде (i) | Ренне Стаббс            | Анна-Лена Гренефельд Юлія Шруфф                   | 6–3, 6–2                |
| Перемога  |     | Жов 2004 | Zurich Open, Швейцарія                           | Tier I        | Тверде (i) | Ренне Стаббс            | Вірхінія Руано Паскуаль Паола Суарес              | 6–4, 6–4                |
| Поразка   |     | Лис 2004 | Лос-Анджелес, США                                | Фінали        | Тверде (i) | Ренне Стаббс            | Надія Петрова Меган Шонессі                       | 7–5, 6–2                |
| Перемога  |     | Лют 2005 | Антверпен, Бельгія                               | Tier II       | Килим      | Ельс Калленс            | Анабель Медіна Гаррігес Дінара Сафіна             | 3–6, 6–4, 6–4           |
| Поразка   |     | Лют 2005 | Qatar Ladies Open, Катар                         | Tier II       | Тверде     | Лізель Губер            | Франческа Ск'явоне Алісія Молік                   | 6–3, 6–4                |
| Поразка   |     | Тра 2005 | Берлін, Німеччина                                | Tier I        | Ґрунт      | Лізель Губер            | Віра Звонарьова Олена Лиховцева                   | 4–6, 6–4, 6–3           |
| Перемога  |     | Тра 2005 | Рим, Італія                                      | Tier I        | Ґрунт      | Лізель Губер            | Марія Кириленко Анабель Медіна Гаррігес           | 6–0, 4–6, 6–1           |
| Поразка   |     | Чер 2005 | Париж, Франція                                   | Grand Slam    | Ґрунт      | Лізель Губер            | Вірхінія Руано Паскуаль Паола Суарес              | 4–6, 6–3, 6–3           |
| Перемога  |     | Чер 2005 | Лондон, Велика Британія                          | Grand Slam    | Трава      | Лізель Губер            | Світлана Кузнецова Амелі Моресмо                  | 6–2, 6–1                |
| Перемога  |     | Лип 2005 | Silicon Valley Classic, США                      | Tier II       | Тверде     | Ренне Стаббс            | Олена Лиховцева Віра Звонарьова                   | 6–3, 7–5                |
| Поразка   |     | Жов 2005 | BGL Luxembourg Open, Люксембург                  | Tier II       | Тверде (i) | Ренне Стаббс            | Саманта Стосур Ліза Реймонд                       | 7–5, 6–1                |
| Поразка   |     | Жов 2005 | Москва, Росія                                    | Tier I        | Килим      | Ренне Стаббс            | Саманта Стосур Ліза Реймонд                       | 6–2, 6–4                |
| Перемога  |     | Жов 2005 | Zurich Open, Швейцарія                           | Tier I        | Тверде (i) | Ренне Стаббс            | Даніела Гантухова Суґіяма Ай                      | 6–7(6–8), 7–6(7–4), 6–3 |
| Перемога  |     | Жов 2005 | Philadelphia, США                                | Tier II       | Тверде (i) | Ренне Стаббс            | Ліза Реймонд Саманта Стосур                       | 6–4, 7–6(7–4)           |
| Поразка   |     | Лис 2005 | Лос-Анджелес, США                                | Фінали        | Тверде (I) | Ренне Стаббс            | Саманта Стосур Ліза Реймонд                       | 6–7(5–7), 7–5, 6–4      |
| Поразка   |     | Січ 2006 | Australian Тверде Court Championships, Австралія | Tier III      | Тверде     | Ренне Стаббс            | Дінара Сафіна Меган Шонессі                       | 6–2, 6–3                |
| Поразка   |     | Лют 2006 | Токіо, Японія                                    | Tier I        | Килим      | Ренне Стаббс            | Саманта Стосур Ліза Реймонд                       | 6–2, 6–1                |
| Поразка   |     | Лют 2006 | Париж, Франція                                   | Tier II       | Килим      | Ренне Стаббс            | Емілі Луа Квета Пешке                             | 7–6(7–5), 6–4           |
| Перемога  |     | Лип 2006 | Сан-Дієго, США                                   | Tier I        | Тверде     | Ренне Стаббс            | Анна-Лена Гренефельд Меган Шонессі                | 6–2, 6–2                |
| Поразка   |     | Сер 2006 | Монреаль, Канада                                 | Tier I        | Тверде     | Анна-Лена Гренефельд    | Надія Петрова Мартіна Навратілова                 | 6–1, 6–2                |
| Поразка   |     | Жов 2006 | Штуттґард, Німеччина                             | Tier II       | Тверде (i) | Ренне Стаббс            | Ліза Реймонд Саманта Стосур                       | 6–3, 6–4                |
| Перемога  |     | Жов 2006 | Zurich Open, Швейцарія                           | Tier I        | Тверде (i) | Ренне Стаббс            | Лізель Губер Катарина Среботнік                   | 7–5, 7–5                |
| Поразка   |     | Лис 2006 | Мадрид, Іспанія                                  | Фінали        | Тверде (i) | Ренне Стаббс            | Ліза Реймонд Саманта Стосур                       | 3–6, 6–3, 6–3           |
| Перемога  |     | Січ 2007 | Мельбурн, Австралія                              | Grand Slam    | Тверде     | Лізель Губер            | Латіша Чжань Чжуан Цзяжун                         | 6–4, 6–7(4–7), 6–1      |
| Перемога  |     | Лют 2007 | Париж, Франція                                   | Tier II       | Килим      | Лізель Губер            | Габріела Хмелінова Владіміра Угліржова            | 6–2, 6–0                |
| Перемога  |     | Лют 2007 | Антверпен, Бельгія                               | Tier II       | Килим      | Лізель Губер            | Олена Лиховцева Олена Весніна                     | 7–5, 4–6, 6–1           |
| Перемога  |     | Лют 2007 | Dubai Tennis Championships, ОАЕ                  | Tier II       | Тверде     | Лізель Губер            | Світлана Кузнецова Алісія Молік                   | 7–6(8–6), 6–4           |
| Поразка   |     | Кві 2007 | Відкритий чемпіонат Маямі з тенісу, США          | Tier I        | Тверде     | Лізель Губер            | Ліза Реймонд Саманта Стосур                       | 6–4, 3–6, [10–2]        |
| Перемога  |     | Чер 2007 | Лондон, Велика Британія                          | Grand Slam    | Трава      | Лізель Губер            | Катарина Среботнік Суґіяма Ай                     | 3–6, 6–3, 6–2           |
| Перемога  |     | Лип 2007 | Сан-Дієго, США                                   | Tier I        | Тверде     | Лізель Губер            | Вікторія Азаренко Анна Чакветадзе                 | 7–5, 6–4                |
| Поразка   |     | Сер 2007 | Торонто, Канада                                  | Tier I        | Тверде     | Лізель Губер            | Катарина Среботнік Суґіяма Ай                     | 6–4, 2–6, [10–5]        |
| Поразка   |     | Сер 2007 | Нью-Гейвен, США                                  | Tier II       | Тверде     | Лізель Губер            | Саня Мірза Мара Сантанджело                       | 6–1, 6–2                |
| Перемога  |     | Жов 2007 | Москва, Росія                                    | Tier I        | Килим      | Лізель Губер            | Вікторія Азаренко Тетяна Пучек                    | 4–6, 6–1, [10–7]        |
| Перемога  |     | Жов 2007 | Лінц, Австрія                                    | Tier II       | Тверде (i) | Лізель Губер            | Катарина Среботнік Суґіяма Ай                     | 6–2, 3–6, [10–8]        |
| Перемога  |     | Лис 2007 | Мадрид, Іспанія                                  | Фінали        | Тверде (i) | Лізель Губер            | Катарина Среботнік Суґіяма Ай                     | 5–7, 6–3, [10–8]        |
| Перемога  |     | Лют 2008 | Антверпен, Бельгія                               | Tier II       | Килим      | Лізель Губер            | Квета Пешке Суґіяма Ай                            | 6–1, 6–3                |
| Поразка   |     | Лют 2008 | Qatar Ladies Open, Катар                         | Tier I        | Тверде     | Лізель Губер            | Ренне Стаббс Квета Пешке                          | 6–1, 5–7, [10–7]        |
| Перемога  |     | Бер 2008 | Dubai Tennis Championships, ОАЕ                  | Tier II       | Тверде     | Лізель Губер            | Янь Цзи Чжен Цзє                                  | 7–5, 6–2                |
| Поразка   |     | Кві 2008 | Відкритий чемпіонат Маямі з тенісу, США          | Tier I        | Тверде     | Лізель Губер            | Катарина Среботнік Суґіяма Ай                     | 7–5, 4–6, [10–3]        |
| Перемога  |     | Тра 2008 | Берлін, Німеччина                                | Tier I        | Ґрунт      | Лізель Губер            | Нурія Льягостера Вівес Марія Хосе Мартінес Санчес | 3–6, 6–2, [10–2]        |
| Перемога  |     | Чер 2008 | Бірмінгем, Great Britain                         | Tier III      | Трава      | Лізель Губер            | Вірхінія Руано Паскуаль Северін Бельтрам          | 6–2, 6–1                |
| Перемога  |     | Чер 2008 | Істборн, Велика Британія                         | Tier II       | Трава      | Лізель Губер            | Квета Пешке Ренне Стаббс                          | 2–6, 6–0, [10–8]        |
| Перемога  |     | Лип 2008 | Silicon Valley Classic, США                      | Tier II       | Тверде     | Лізель Губер            | Олена Весніна Віра Звонарьова                     | 6–4, 6–3                |
| Перемога  |     | Сер 2008 | Монреаль, Канада                                 | Tier I        | Тверде     | Лізель Губер            | Марія Кириленко Флавія Пеннетта                   | 6–1, 6–1                |
| Перемога  |     | Вер 2008 | Відкритий чемпіонат США з тенісу, США            | Grand Slam    | Тверде     | Лізель Губер            | Саманта Стосур Ліза Реймонд                       | 6–4, 7–6(8–6)           |
| Поразка   |     | Жов 2008 | Москва, Росія                                    | Tier I        | Тверде (i) | Лізель Губер            | Надія Петрова Катарина Среботнік                  | 6–4, 6–4                |
| Перемога  |     | Жов 2008 | Zurich Open, Швейцарія                           | Tier II       | Тверде (i) | Лізель Губер            | Анна-Лена Гренефельд Патті Шнідер                 | 6–1, 7–6(7–3)           |
| Поразка   |     | Жов 2008 | Лінц, Австрія                                    | Tier II       | Тверде (i) | Лізель Губер            | Катарина Среботнік Суґіяма Ай                     | 6–4, 7–5                |
| Перемога  |     | Лис 2008 | Фінал WTA, Катар                                 | Фінали        | Тверде     | Лізель Губер            | Квета Пешке Ренне Стаббс                          | 6–1, 7–5                |
| Перемога  |     | Лют 2009 | Париж, Франція                                   | Premier       | Тверде (i) | Лізель Губер            | Квета Пешке Ліза Реймонд                          | 6–4, 3–6, [10–4]        |
| Перемога  |     | Лют 2009 | Dubai Tennis Championships, ОАЕ                  | Premier 5     | Тверде     | Лізель Губер            | Марія Кириленко Агнешка Радванська                | 6–3, 6–3                |
| Перемога  |     | Тра 2009 | Мадрид, Іспанія                                  | Premier M     | Ґрунт      | Лізель Губер            | Квета Пешке Ліза Реймонд                          | 4–6, 6–3, [10–6]        |
| Перемога  |     | Чер 2009 | Бірмінгем, Велика Британія                       | International | Трава      | Лізель Губер            | Ракел Атаво Абігейл Спірс                         | 6–1, 6–4                |
| Перемога  |     | Сер 2009 | Мастерс Цинциннаті, США                          | Premier 5     | Тверде     | Лізель Губер            | Нурія Льягостера Вівес Марія Хосе Мартінес Санчес | 6–3, 0–6, [10–2]        |
| Поразка   |     | Вер 2009 | Відкритий чемпіонат США з тенісу, США            | Grand Slam    | Тверде     | Лізель Губер            | Серена Вільямс Вінус Вільямс                      | 6–2, 6–2                |
| Поразка   |     | Лис 2009 | Фінал WTA, Катар                                 | Фінали        | Тверде     | Лізель Губер            | Нурія Льягостера Вівес Марія Хосе Мартінес Санчес | 7–6(7–0), 5–7, [10–7]   |
| Перемога  |     | Січ 2010 | Окленд, Нова Зеландія                            | International | Тверде     | Лізель Губер            | Наталі Грандін Лора Гренвілл                      | 7–6(7–4), 6–2           |
| Перемога  |     | Січ 2010 | Сідней, Австралія                                | Premier       | Тверде     | Лізель Губер            | Татьяна Гарбін Надія Петрова                      | 6–1, 3–6, [10–3]        |
| Поразка   |     | Січ 2010 | Мельбурн, Австралія                              | Grand Slam    | Тверде     | Лізель Губер            | Серена Вільямс Вінус Вільямс                      | 6–4, 6–3                |
| Поразка   |     | Лют 2010 | Париж, Франція                                   | Premier       | Тверде (i) | Лізель Губер            | Барбора Стрицова Івета Бенешова                   | walkover                |
| Поразка   |     | Тра 2010 | Warsaw Open, Польща                              | Premier       | Ґрунт      | Янь Цзи                 | Меган Шонессі Вірхінія Руано Паскуаль             | 6–3, 6–4                |
| Перемога  |     | Чер 2010 | Бірмінгем, Велика Британія                       | International | Трава      | Ліза Реймонд            | Лізель Губер Бетані Маттек-Сендс                  | 6–3, 3–2 ret.           |
| Перемога  |     | Січ 2013 | Окленд, Нова Зеландія                            | International | Тверде     | Анастасія Родіонова     | Юлія Гергес Ярослава Шведова                      | 2–6, 6–2, [10–5]        |
| Поразка   |     | Тра 2013 | Мадрид, Іспанія                                  | Premier M     | Ґрунт      | Марина Еракович         | Анастасія Павлюченкова Луціє Шафарова             | 6–2, 6–4                |
| Поразка   |     | Тра 2013 | Страсбург, Франція                               | International | Ґрунт      | Марина Еракович         | Дате Кіміко Шанелль Схеперс                       | 6–4, 3–6, [14–12]       |
| Поразка   |     | Чер 2013 | Бірмінгем, Велика Британія                       | International | Трава      | Марина Еракович         | Ешлі Барті Кейсі Деллаква                         | 7–5, 6–4                |
| Перемога  |     | Вер 2013 | Toray Pan Pacific Open, Tokyo, Японія            | Premier 5     | Тверде     | Саня Мірза              | Чжань Хаоцін Лізель Губер                         | 4–6, 6–0, [11–9]        |
| Перемога  |     | Жов 2013 | China Open, Beijing, КНР                         | Premier M     | Тверде     | Саня Мірза              | Віра Душевіна Аранча Парра Сантонха               | 6–2, 6–2                |
| Поразка   |     | Бер 2014 | Indian Wells Open, Indian Wells, USA             | Premier M     | Тверде     | Саня Мірза              | Сє Шувей Пен Шуай                                 | 6–7(5–7), 2–6           |
| Поразка   |     | Кві 2014 | Porsche Tennis Grand Prix, Stuttgart, Німеччина  | Premier       | Ґрунт      | Саня Мірза              | Сара Еррані Роберта Вінчі                         | 2–6, 3–6                |
| Перемога  |     | Тра 2014 | Estoril Open, Oeiras, Португалія                 | International | Ґрунт      | Саня Мірза              | Ева Грдінова Валерія Соловйова                    | 6–4, 6–3                |
| Поразка   |     | Сер 2014 | Мастерс Канада, Montreal, Канада                 | Premier 5     | Тверде     | Саня Мірза              | Сара Еррані Роберта Вінчі                         | 6–7(4–7), 3–6           |
| Перемога  |     | Вер 2014 | Toray Pan Pacific Open, Tokyo, Японія            | Premier       | Тверде     | Саня Мірза              | Гарбінє Мугуруса Карла Суарес Наварро             | 6–2, 7–5                |
| Поразка   |     | Вер 2014 | Wuhan Open, Wuhan, КНР                           | Premier 5     | Тверде     | Каролін Гарсія          | Мартіна Хінгіс Флавія Пеннетта                    | 4–6, 7–5, [10–12]       |
| Поразка   |     | Жов 2014 | China Open, Beijing, КНР                         | Premier M     | Тверде     | Саня Мірза              | Андреа Сестіні Главачкова Пен Шуай                | 4–6, 4–6                |
| Перемога  |     | Жов 2014 | Фінал WTA, Сінгапур, Сінгапур                    | Фінали        | Тверде (i) | Саня Мірза              | Пен Шуай Сє Шувей                                 | 6–1, 6–0                |